# Хаджхир (горы)
Горы Хаджхир (араб. حجر‎) — горный хребет, расположенный на острове Сокотра, Йемен. Это самая высокая точка острова. Хребет находится на территории округа Ди-Асмо.

## География
Гранитные шпили массива Хаджхир расположены в глубине Сокотры и наиболее легко доступны через подходы к долине к северу от прибрежного города Хадибо. Самая высокая точка хребта — пик Машаниг, высота которой примерно в 1500 м над уровнем моря. Другие пики местной известности включают Гирхимитин, Хазрат Мукадриюн и Херем Хаджхир.

## Этимология
Название «Хаджхир» (сокотр.:هَجْهِر), иногда транслитерируемое как «Хаггьер» или «Хагер», вероятно, происходит от араб. «ḥijr» (حِجْر , что означает «камень»). Другие возможные источники названия хребта включают слово «хаджар» (араб.:هجر, что означает «бежать»).
Название «Машаниг» (сокотр. مَشَنِغ, что означает «разделившийся»), вероятно, происходит от арабского глагола «иншак» (إِنْشَق, что означает «разделять»), от которого произошло слово «муншук» (مُنْشُق, что означает «разделяющий»).

## История скалолазания

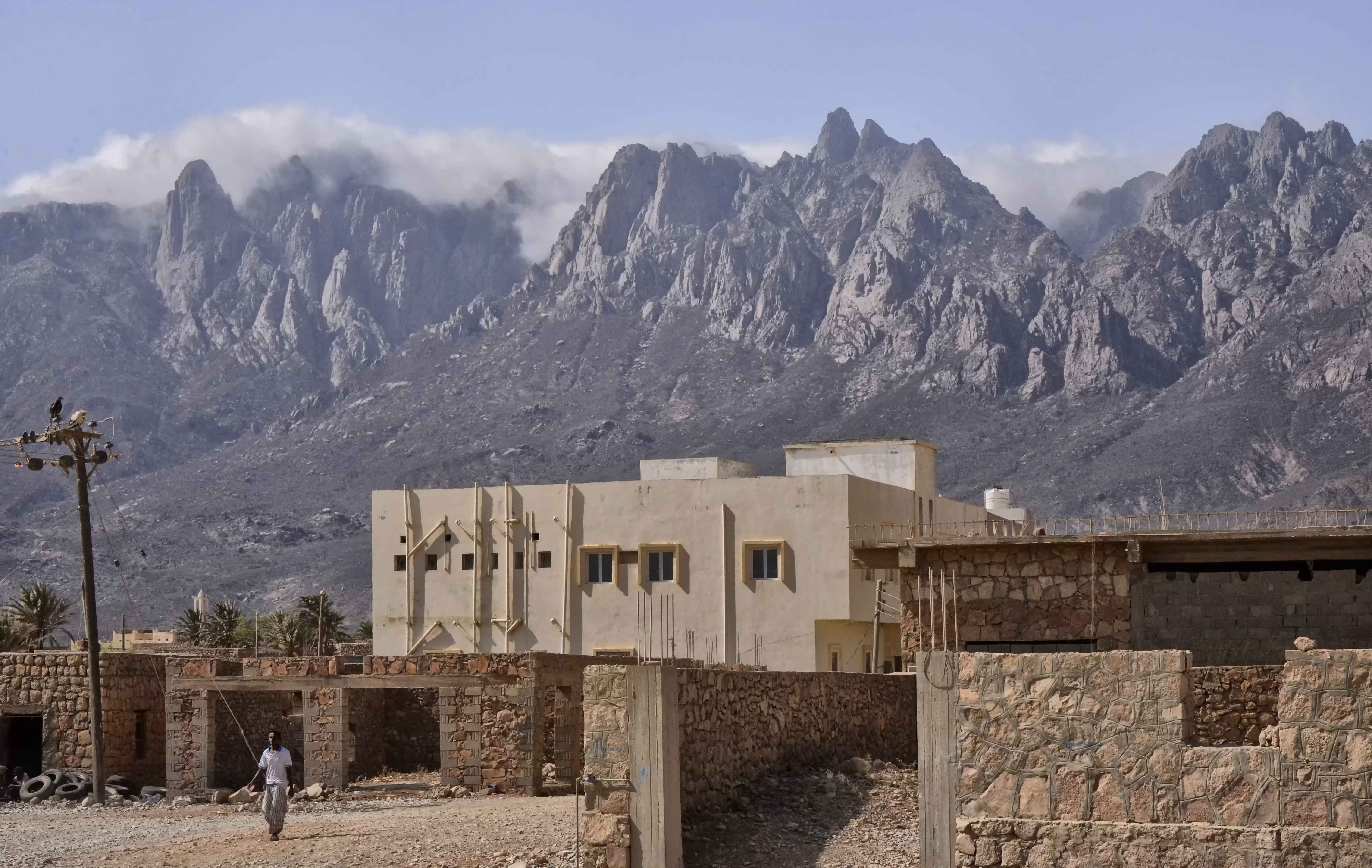
Горы Хаджхир

Вероятнее всего, первыми людьми, поднявшимися на Хаджхир были бедуинские пастухи. Бедуинские пастухи имеют долгую историю восхождений в Хаджхире. Исследование устных традиций сокотрийцев, проведенное в 2014 году, показало, что ряд популярных мифов повествует о восхождениях по всему хребту местных пастухов. По словам антрополога Кристофера Эллиотта, многие рассказы демонстрируют сильную устную цепочку передачи, которая связывает мифических персонажей с реальными досовременными восхождениями.